# Софија Вергара
Софија Вергара (шп. Sofía Vergara) је колумбијска глумица, комичарка, телевизијска водитељка и манекенка.

## Биографија
Софија Вергара је почела своју каријеру као манекенка и стекла популарност у Јужној Америци, појављујући се углавном у рекламама. Током деведесетих година прошлог века ради телевизијске пројекте на шпанском, а први филм на енглеском језику био јој је Chasing Papi 2003. године, када је стекла и светску славу. Глумила је у серији Модерна породица, а увршћена је и на листу сто најутицајнијих жена на свету, на којој је само једна од три Латиноамериканке. Вергара по некима важи за секс симбол 2000-тих. У јуну 2013. Софија добија своју воштану фигуру у музеју Мадам Тисо.
Била је удата за Џоа Гонзалеса, са којим има сина Манола, који је рођен 16. септембра 1992. године.

## Филмографија
| Улоге Софија Вергара |                          |                           |                   |          |
| Година               | Српски назив             | Изворни назив             | Улога             | Напомена |
| 1995.                |                          | Acapulco, cuerpo y alma   |                   |          |
| 2002.                | Велика фрка              | Big Trouble               |                   |          |
| 2002.                |                          | My Wife and Kids          | Селма             |          |
| 2003.                |                          | Chasing Papi              |                   |          |
| 2004.                |                          | Eve                       |                   |          |
| 2004.                |                          | The 24th Day              |                   |          |
| 2004.                |                          | Soul Plane                |                   |          |
| 2004.                |                          | El escándalo del mediodía |                   |          |
| 2004.                |                          | Rodney                    |                   |          |
| 2005.                |                          | Lords of Dogtown          |                   |          |
| 2005.                |                          | Four Brothers             |                   |          |
| 2005.                |                          | Hot Properties            | Лола              |          |
| 2006.                |                          | Grilled                   |                   |          |
| 2007.                |                          | Svita                     |                   |          |
| 2007.                |                          | Amas de casa desesperadas |                   |          |
| 2007.                |                          | The Knights of Prosperity |                   |          |
| 2007.                |                          | Dirty Sexy Money          | Софија            |          |
| 2007–2008.           | Врела крв                | Fuego en la sangre        | Леонора Кастањеда |          |
| 2004.                |                          | Meet the Browns           |                   |          |
| 2008.                |                          | Men in Trees              |                   |          |
| 2009.                |                          | Madea Goes to Jail        |                   |          |
| 2011.                |                          | The Cleveland Show        |                   |          |
| 2011.                | Штрумфови                | The Smurfs                |                   |          |
| 2011.                | Плес малог пингвина 2    | Happy Feet Two            |                   |          |
| 2011.                | Нова година у Њујорку    | New Year's Eve            |                   |          |
| 2012.                |                          | The Three Stooges         |                   |          |
| 2013.                | Породични човек          | Family Guy                |                   |          |
| 2013.                | Бекство са планете Земље | Escape from Planet Earth  |                   |          |
| 2009−2013.           | Модерна породица         | Modern Family             |                   |          |
| 2013.                | Мачета убија             | Machete Kills             |                   |          |
| 2014.                |                          | Fading Gigolo             | Селима            |          |
| 2014.                | Шеф                      |                           | Инез              |          |
| 2015.                | Врућа потера             |                           | Данијела Рива     |          |